# Hiệp ước chung về thuế quan và mậu dịch

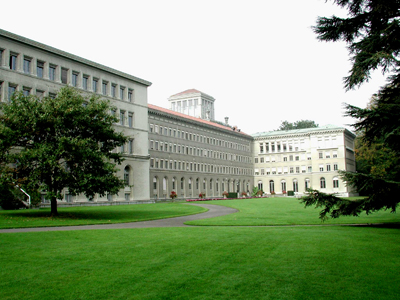
Hiệp ước chung về thuế quan và mậu dịch

Hiệp ước chung về thuế quan và mậu dịch (tiếng Anh: General Agreement on Tariffs and Trade, viết tắt là GATT) là một hiệp ước được ký kết vào ngày 30 tháng 10 năm 1947, có hiệu lực từ ngày 1 tháng 1 năm 1948 nhằm điều hòa chính sách thuế quan giữa các nước ký kết.

## Bối cảnh
Sau chiến tranh thế giới thứ II Hoa Kỳ đã giúp thành lập GATT để đáp ứng mức thuế cao trong đại khủng hoảng những năm 1920-1930.

## Các nguyên tắc
Các nguyên tắc chung của GATT bao gồm:
1. Không phân biệt đối xử (non-discrimination): theo tinh thần không có sự phân biệt đối xử giữa hàng hóa của các nước khác nhau. Nguyên tắc này được quy định cụ thể qua "quy tắc tối huệ quốc" và " quy tắc đối xử quốc gia".
- Quy tắc tối huệ quốc (MFN) với nội dung chủ yếu: yêu cầu mỗi thành viên phải áp dụng các quy tắc thuế quan một cách công bằng cho tất cả các thành viên trong WTO.
- Quy tắc đối xử quốc gia:Yêu cầu mỗi thành viên WTO phải đối xử các sản phẩm nhập khẩu một cách công bằng như những sản phẩm nội địa của họ một khi sản phẩm nhập khẩu vào bên trong biên giới nước này.

2. Bảo hộ thông qua thuế quan: Nguyên tắc quan trọng thứ hai của GATT là mỗi quốc gia thành viên chỉ có thể bảo hộ ngành công nghiệp của nước mình thông qua việc áp dụng thuế quan. Hạn ngạch và các hạn chế định lượng khác bị ngăn cấm áp dụng.
3. Minh bạch: Các quy định của thành viên GATT phải được công bố một cách công khai cho các thành viên.
Ngoài ra còn có một số nguyên tắc về sự miễn trừ cho một số thành viên khỏi việc tuân thủ các nghĩa vụ của GATT chỉ trong những trường hợp đặc biệt đã được quy định cụ thể và không nhằm mục đích" hạn chế trá hình đối với thương mại quốc tế" và "phân biệt đối xử tuỳ tiện và không lý giải được".

## Các vòng đàm phán
Kể từ khi GATT được thành lập vào năm 1948, các nước tham gia GATT đã cùng nhau tiến hành nhiều đợt đàm phán để ký kết thêm những thỏa thuận thương mại mới. Mỗi đợt đàm phán như vậy được gọi là một "vòng đàm phán." Nhìn chung, những thỏa thuận thương mại trong các vòng đàm phán đó ràng buộc các nước ký kết phải tiến hành giảm thuế xuất, nhập khẩu cũng như giảm bớt các hàng rào thương mại phi thuế khác đối với hàng hóa xuất, nhập khẩu. Mức độ giảm thuế khác nhau tùy theo từng nước cũng như từng loại hàng hóa. 8 vòng đàm phán của GATT là:
1. Vòng Geneva (1947): bao gồm 23 nước tham gia, GATT bắt đầu có hiệu lực từ ngày 1 tháng 1 năm 1948.[4]
2. Vòng Annecy (1949): bao gồm 13 nước tham gia.
3. Vòng Torquay (1951): bao gồm 38 nước tham gia.
4. Vòng Geneva (1956): bao gồm 26 nước tham gia. Tại vòng này đã đạt được những kết quả liên quan đến việc giảm thuế, đề ra chiến lược cho chính sách của GATT đối với các nước đang phát triển, nâng cao vị thế của họ với tư cách là những thành viên tham gia GATT.
5. Vòng Dillon (1960-1961): bao gồm 26 nước tham gia. Vòng này chủ yếu bàn về việc giảm thuế. Được đặt tên theo Thứ trưởng Ngoại giao Hoa Kỳ C. Douglas Dillon.
6. Vòng Kenedy (1964-1967): bao gồm 63 nước. Nội dung thảo luận cũng vẫn là việc giảm thuế, nhưng lần đầu tiên đàm phán giảm thuế theo một phương pháp áp dụng chung cho tất cả các loại hàng hóa chứ không đàm phán giảm thuế cho từng loại hàng hóa một như các vòng trước. Hiệp định chống bán phá giá được ký kết (nhưng tại Hoa Kỳ không được Quốc hội nước này phê chuẩn).
7. Vòng Tokyo (1973-1979): Bao gồm 102 nước. Thảo luận về việc giảm các hàng rào phi thuế cũng như giảm thuế đối với các sản phẩm chế tạo. Tăng cường và mở rộng hệ thống thương mại đa phương.
8. Vòng Uruguay (1986-1994): bao gồm 125 nước tham gia. Những nét chính của vòng này là: thành lập Tổ chức Thương mại Thế giới (WTO) thay thế cho GATT; giảm thuế và các biện pháp trợ cấp xuất khẩu; giảm hạn ngạch và các hạn chế nhập khẩu khác trong vòng 20 năm; ký kết Hiệp định về Bảo hộ Quyền sở hữu Trí tuệ liên quan đến Thương mại (TRIPS); mở rộng phạm vi áp dụng của luật thương mại quốc tế sang lĩnh vực dịch vụ thông qua Hiệp định chung về Thương mại Dịch vụ (GATS); dỡ bỏ hạn chế đối với đầu tư nước ngoài.[5]

## Sự ra đời của WTO
Hội nghị Bretton Woods vào năm 1944 đã đề xuất thành lập Tổ chức Thương mại Quốc tế (ITO) nhằm thiết lập các quy tắc và luật lệ cho thương mại giữa các nước. Hiến chương ITO được nhất trí tại Hội nghị của Liên Hợp Quốc về Thương mại và Việc làm tại La Habana tháng 3 năm 1948. Tuy nhiên, Thượng nghị viện Hoa Kỳ đã không phê chuẩn hiến chương này. Một số nhà sử học cho rằng sự thất bại đó bắt nguồn từ việc giới doanh nghiệp Hoa Kỳ lo ngại rằng Tổ chức Thương mại Quốc tế có thể được sử dụng để kiểm soát chứ không phải đem lại tự do hoạt động cho các doanh nghiệp lớn của Hoa Kỳ (Lisa Wilkins, 1997).
ITO chết yểu, nhưng hiệp định mà ITO định dựa vào đó để điều chỉnh thương mại quốc tế vẫn tồn tại. Đó là Hiệp định chung về Thuế quan và Thương mại (GATT). GATT đóng vai trò là khung pháp lý chủ yếu của hệ thống thương mại đa phương trong suốt gần 50 năm sau đó. Các nước tham gia GATT đã tiến hành 8 vòng đàm phán, ký kết thêm nhiều thỏa ước thương mại mới. Vòng đám phán thứ tám, Vòng đàm phán Uruguay, kết thúc vào năm 1994 với sự thành lập Tổ chức Thương mại Thế giới (WTO) thay thế cho GATT. Các nguyên tắc và các hiệp định của GATT được WTO kế thừa, quản lý, và mở rộng. Không giống như GATT chỉ có tính chất của một hiệp ước, WTO là một tổ chức, có cơ cấu tổ chức hoạt động cụ thể. WTO chính thức được thành lập vào ngày 1 tháng 1 năm 1995.